# Koitzsch und Lehmann
Kriminalhauptkommissar Henry Koitzsch, gespielt von Peter Kurth, und Kriminalkommissar Michael Lehmann, gespielt von Peter Schneider, sind das aktuelle Ermittlerteam der ARD-Krimireihe Polizeiruf 110 aus Halle (Saale).

## Hintergrund
Die zuvor letzte Folge aus Halle war 2013 der finale Fall Laufsteg in den Tod von Schmücke und Schneider. Danach etablierte der Mitteldeutsche Rundfunk im selben Jahr das Team Brasch und Drexler in Magdeburg. Mit Koitzsch und Lehmann existieren seit 2021 parallel zwei Teams in Sachsen-Anhalt.
Der erste Fall An der Saale hellem Strande war 2021 ursprünglich als Jubiläumsfolge anlässlich 50 Jahren Polizeiruf 110 geplant. Damals gab der Mitteldeutsche Rundfunk bekannt, dass es zukünftig regelmäßig Folgen aus Halle geben werde. Im Januar 2025 gab die MDR-Programmdirektion bekannt, dass der dritte Fall mit dem Arbeitstitel Der Schlüsselmacher, der im Sommer 2025 gedreht und 2026 ausgestrahlt werden soll, bereits der letzte Fall des Kommissarsduos sein wird.

## Figuren

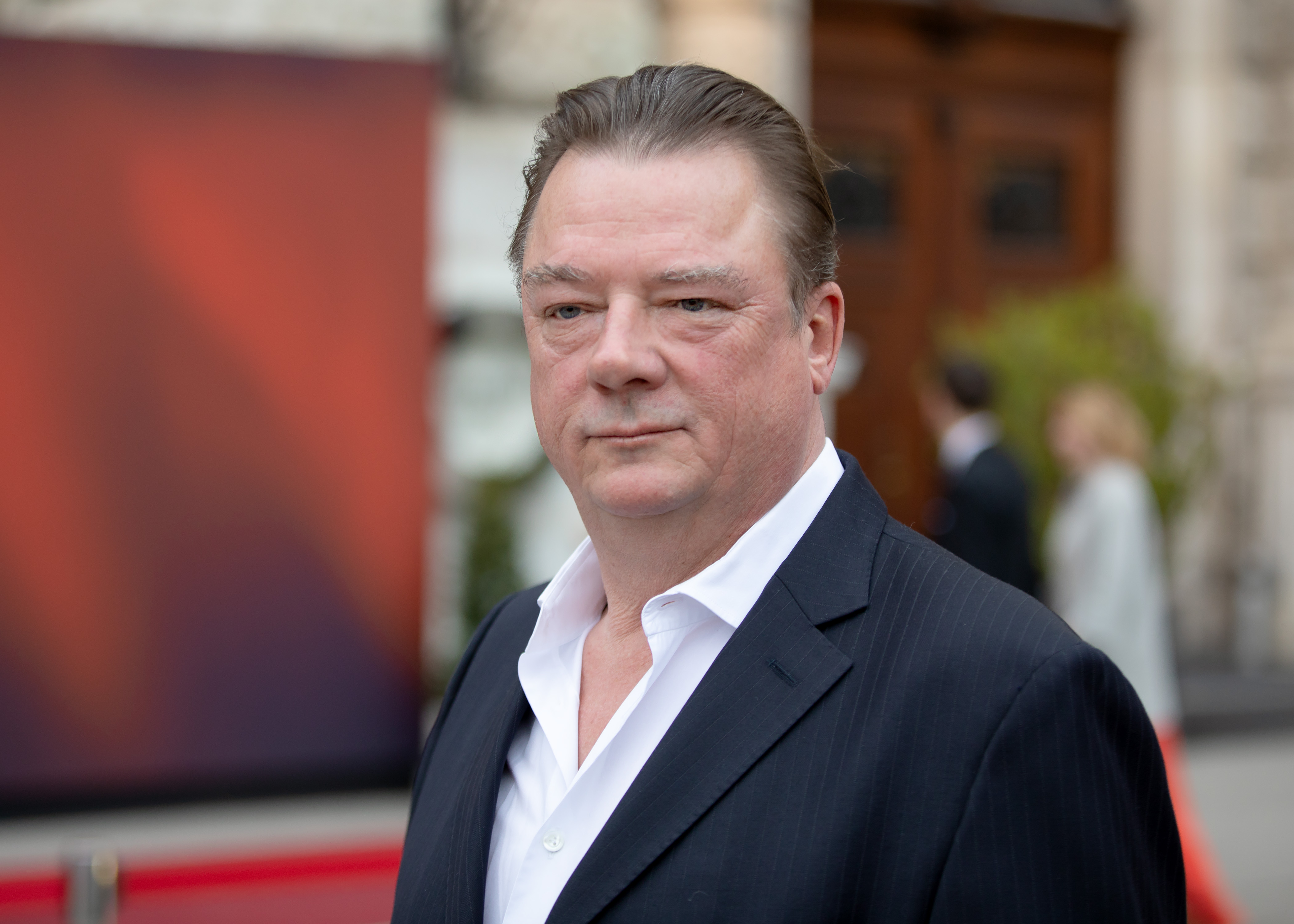
Peter Kurth (2018) spielt Henry Koitzsch

### Henry Koitzsch
Kriminalhauptkommissar Henry Koitzsch ist geschieden, hat eine Tochter und ist alleinstehend. Er hat ein Alkoholproblem, verbringt viele Feierabende in seiner Stammkneipe und hat gute Kontakte ins Milieu.

### Michael Lehmann
Kriminalkommissar Michael Lehmann ist Quereinsteiger und hat ursprünglich Krankenpfleger gelernt. Mit seiner Frau und den Kindern lebt er in Leipzig und pendelt mit der S-Bahn. Sein Schwiegervater ist der pensionierte Polizist Thomas Grawe, der von 1986 bis 1995 im Polizeiruf 110 ermittelte und wie damals von Andreas Schmidt-Schaller gespielt wird. Lehmann ist Christ, denkt und handelt eher rational und arbeitet sehr korrekt.

## Folgen
| Fall | Folge | Titel                       | Erstausstrahlung | Drehbuch                     | Regie         | Besonderheiten                             |
| ---- | ----- | --------------------------- | ---------------- | ---------------------------- | ------------- | ------------------------------------------ |
| 1    | 391   | An der Saale hellem Strande | 30. Mai 2021     | Clemens Meyer, Thomas Stuber | Thomas Stuber | Jubiläumsfolge zu 50 Jahren Polizeiruf 110 |
| 2    | 412   | Der Dicke liebt             | 21. Apr. 2024    | Clemens Meyer, Thomas Stuber | Thomas Stuber |                                            |